# آشپزی مجارستانی

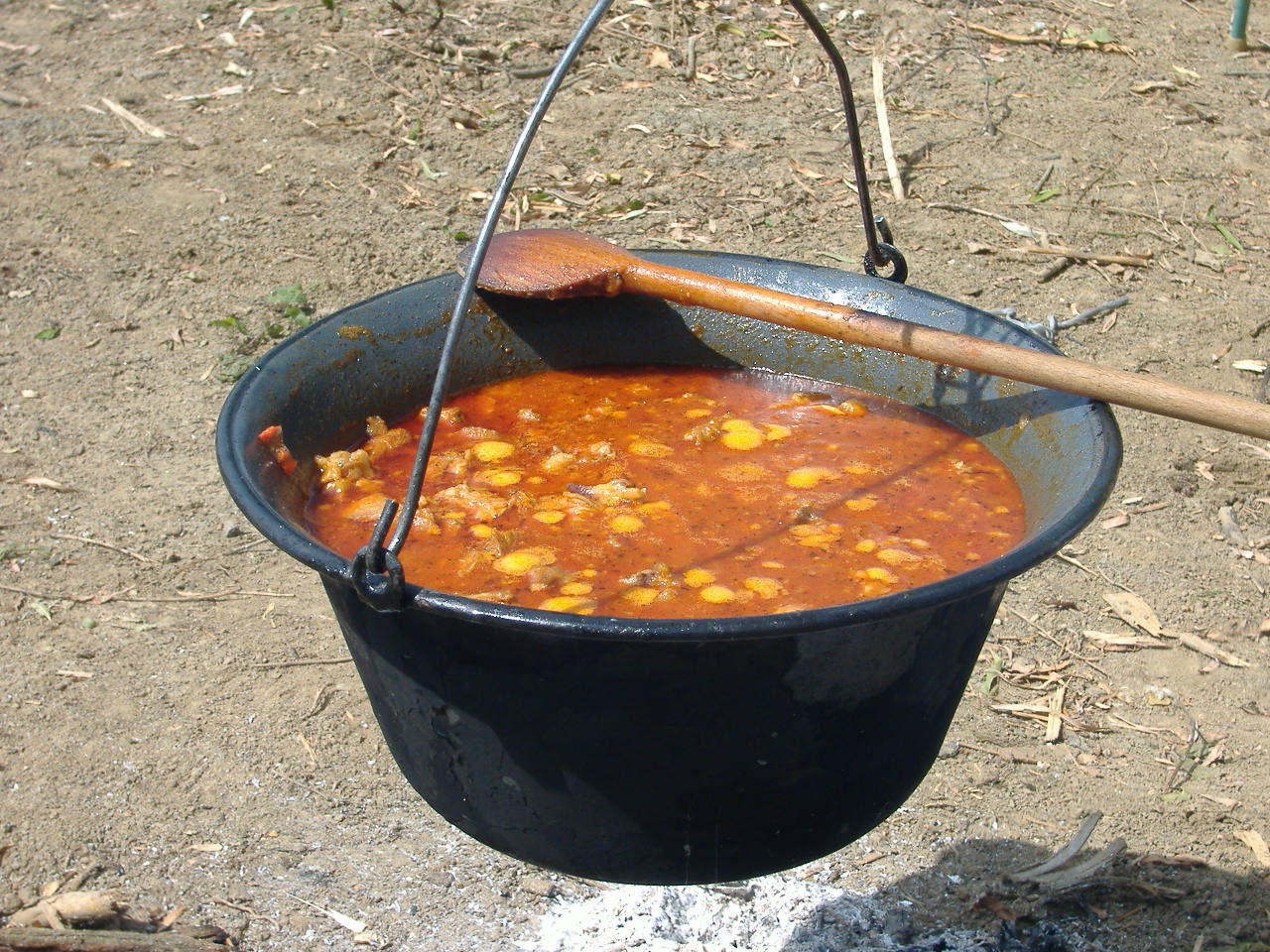
گویاش در پاتیل

آشپزی مجاری روش آشپزی مجارهای مجارستان با بیشترین  مزهٔ تندی در اروپا است. ویژگی خاص آشپزی مجارستان به استفاده از ادویه تند و خوش‌طعم پاپریکای مجاری در بیشتر غذاها مربوط می‌شود. نوع ملایم‌تر آن، پاپریکای شیرین، نیز به‌طور گسترده در غذاهای مجاری استفاده می‌شود. غذاهای سنتی مجارستانی عمدتاً بر اساس گوشت، سبزیجات فصلی، میوه، نان و محصولات لبنی هستند.

## پیشینه
اهمیت دام، نحوه زندگی عشایری مجارها پیش از مهاجرت و جغرافیای دشت بزرگ، اهمیت گوشت در غذای مجارستان را آشکار می‌سازد؛ غذاهای سنتی با گوشت همانند سوپ گویاش، خورش و سوپ ماهیگیر به‌طور سنتی روی آتش ایجادشده با زغال در محیط باز، در یک پاتیل پخته می‌شوند.

## نگارخانه

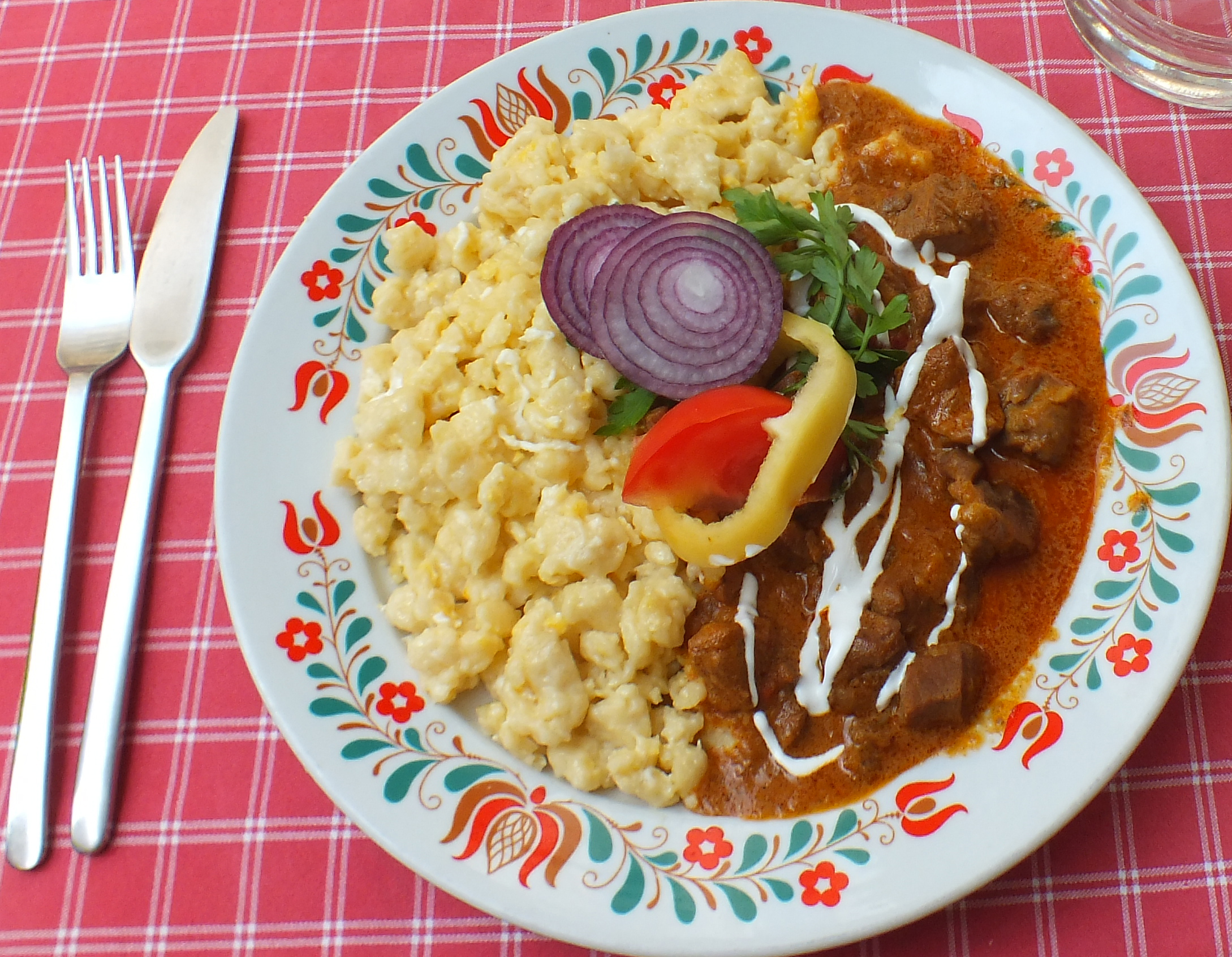
خورش با نودل (pörkölt)
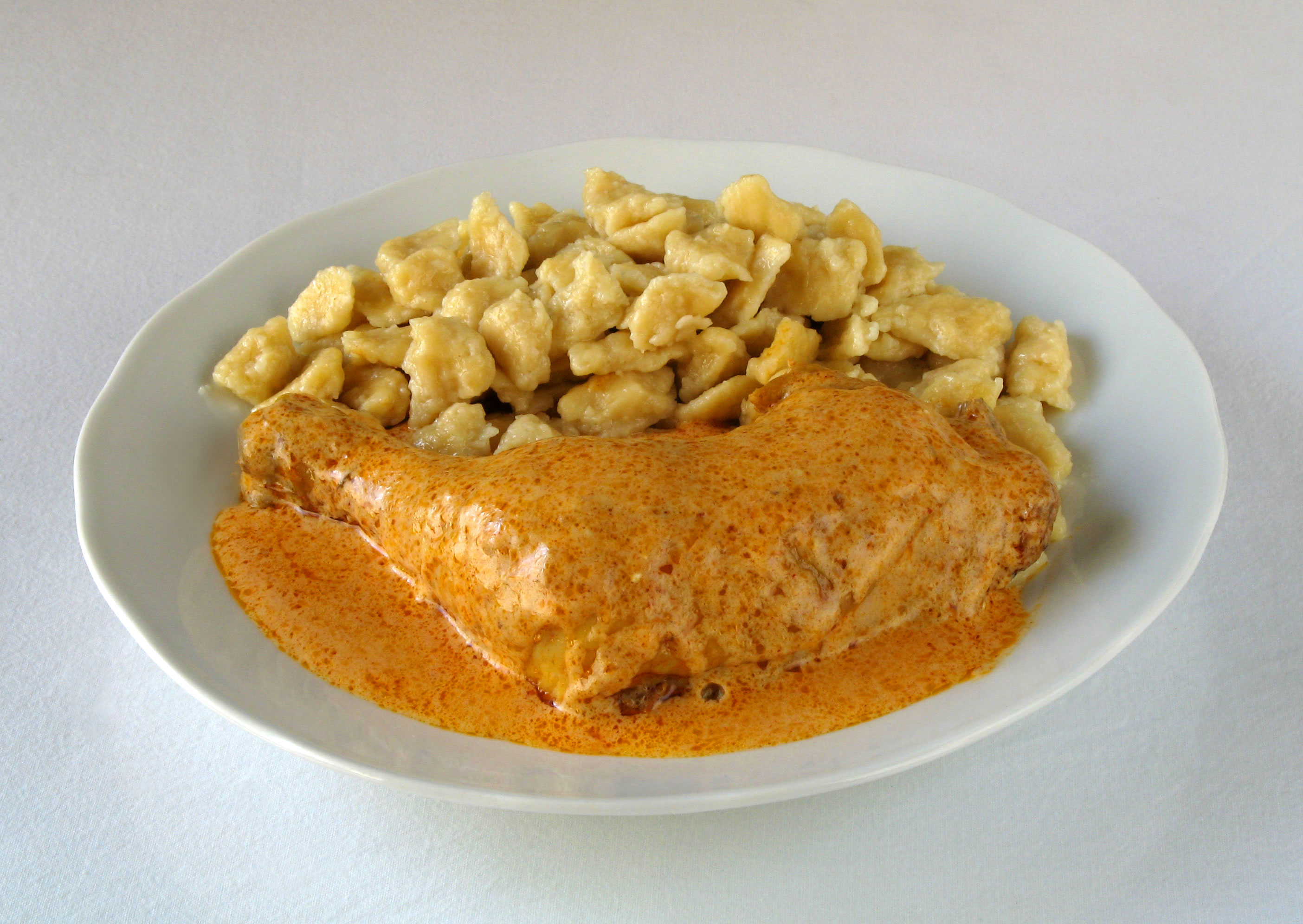
مرغ پاپریکایی
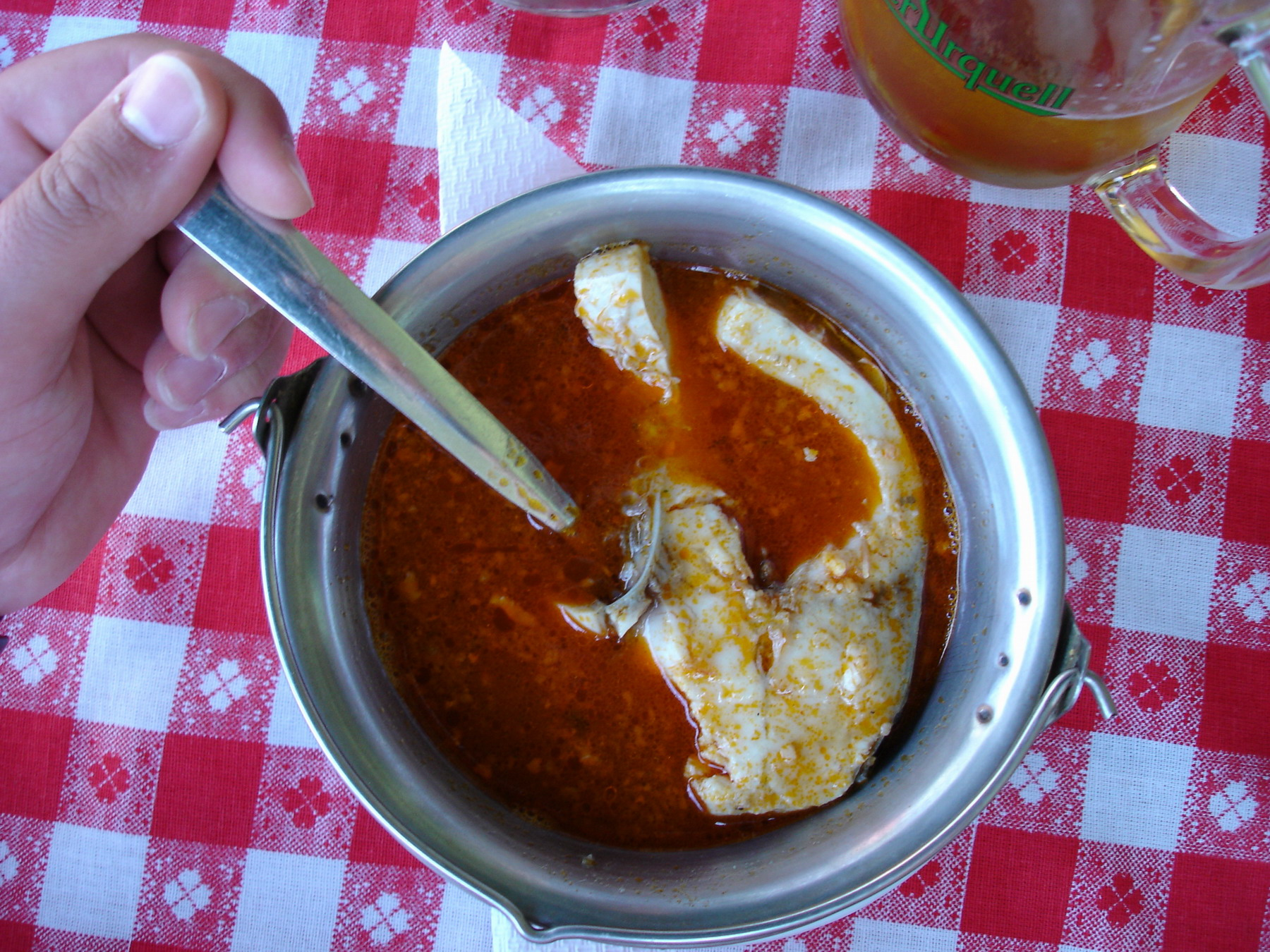
سوپ ماهیگیر
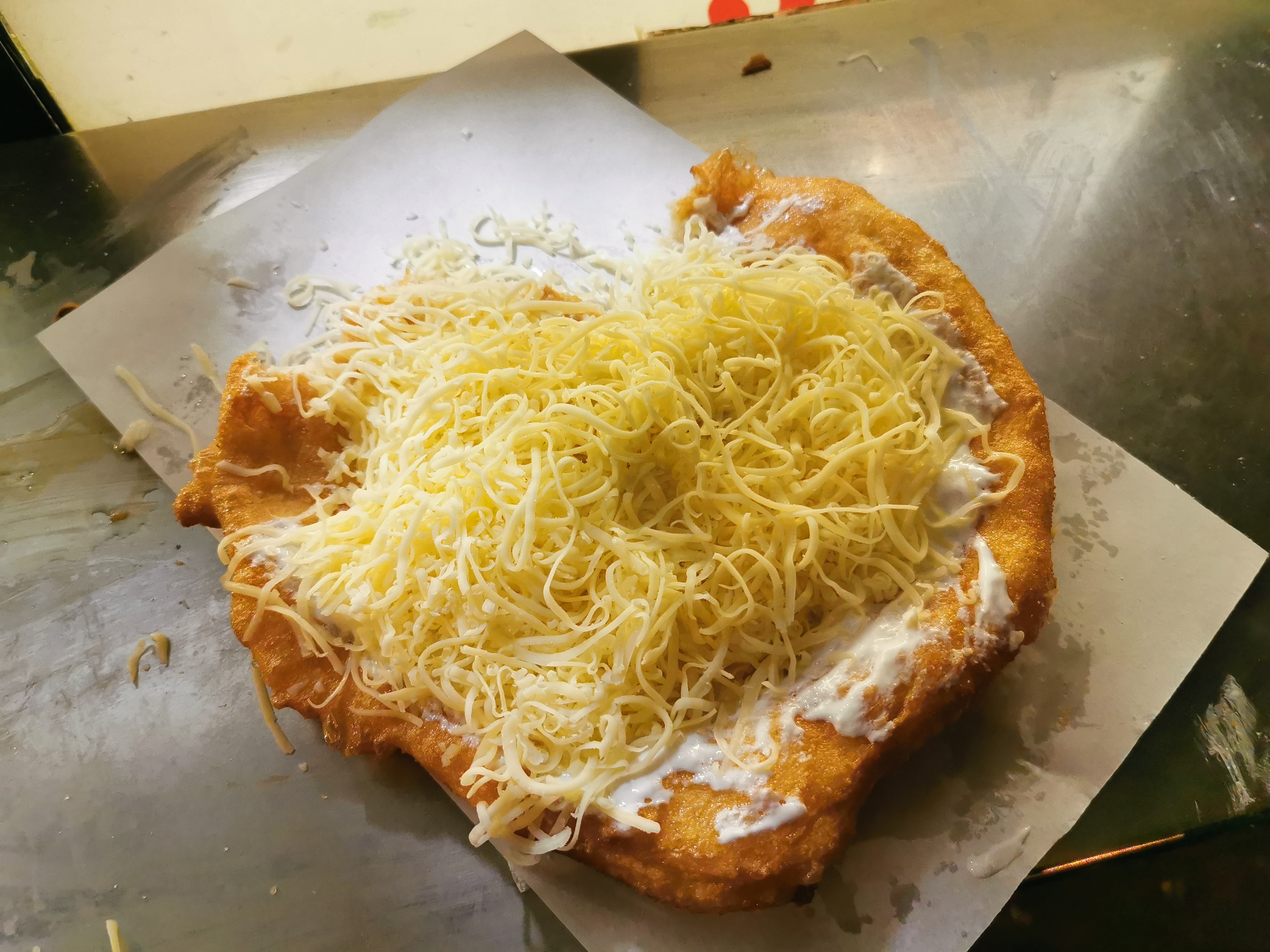
لانگوش
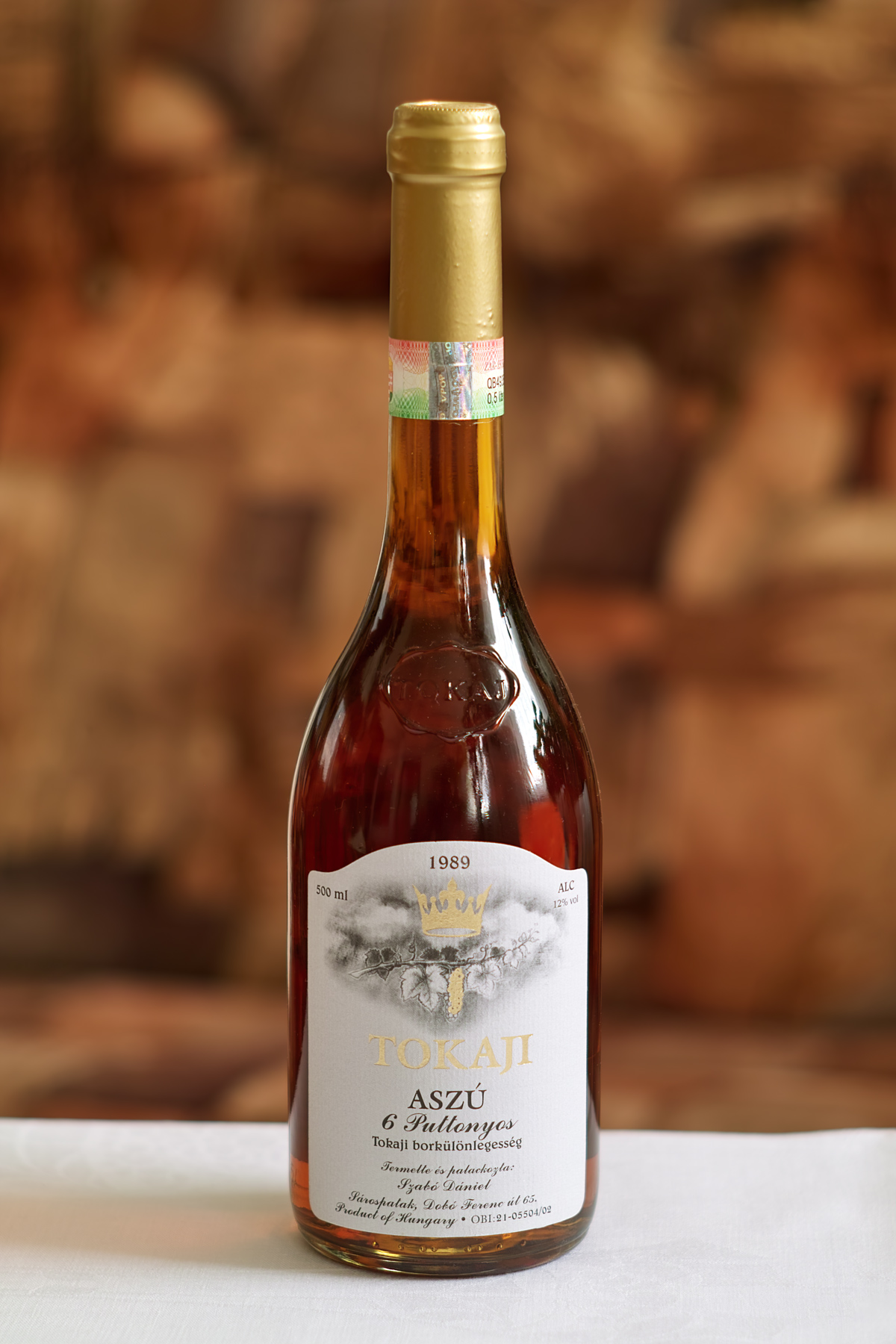
توکایی - شراب شاهان، شاه شراب‌ها
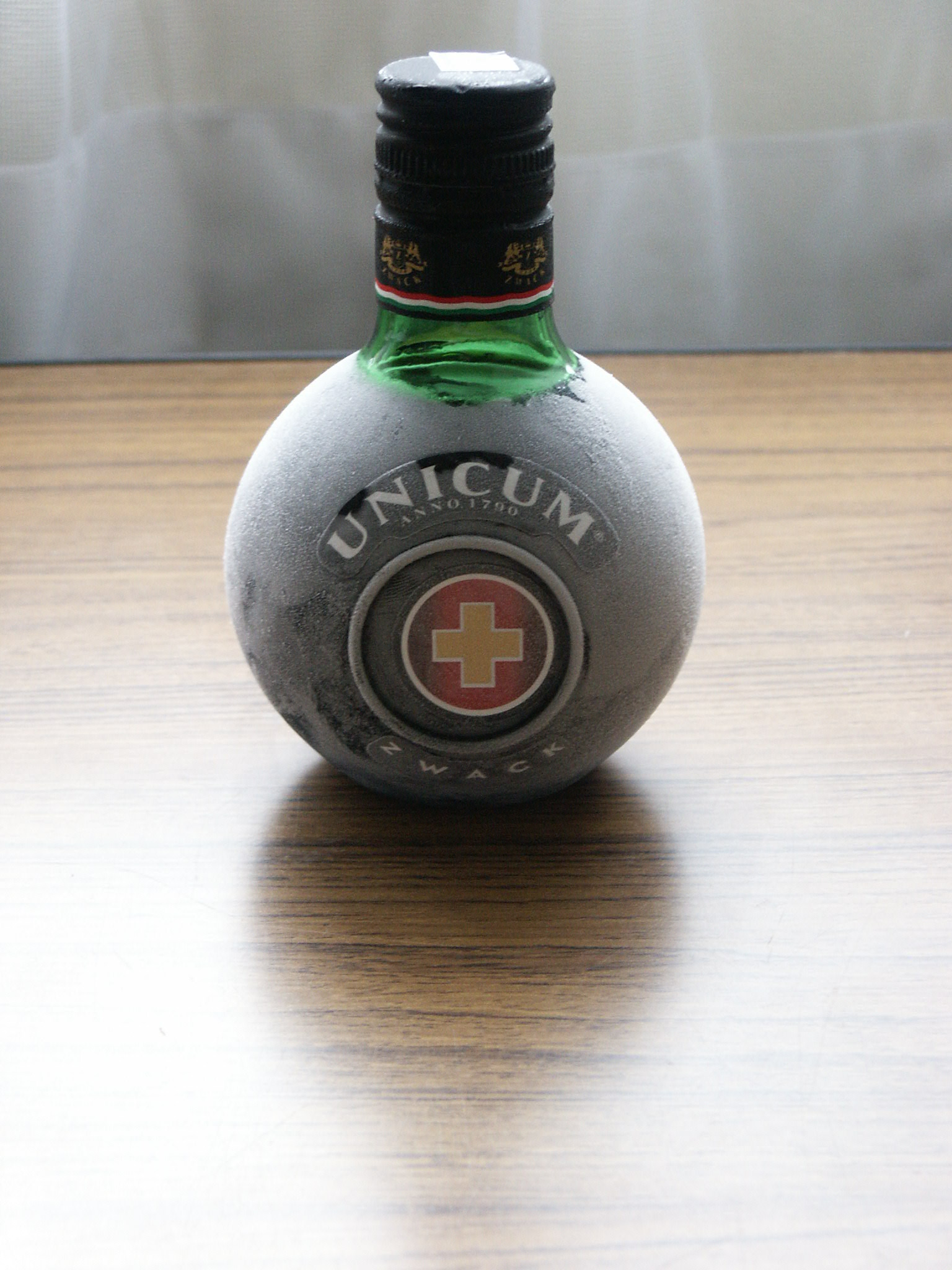
اونیکوم، لیکور معروف مجاری
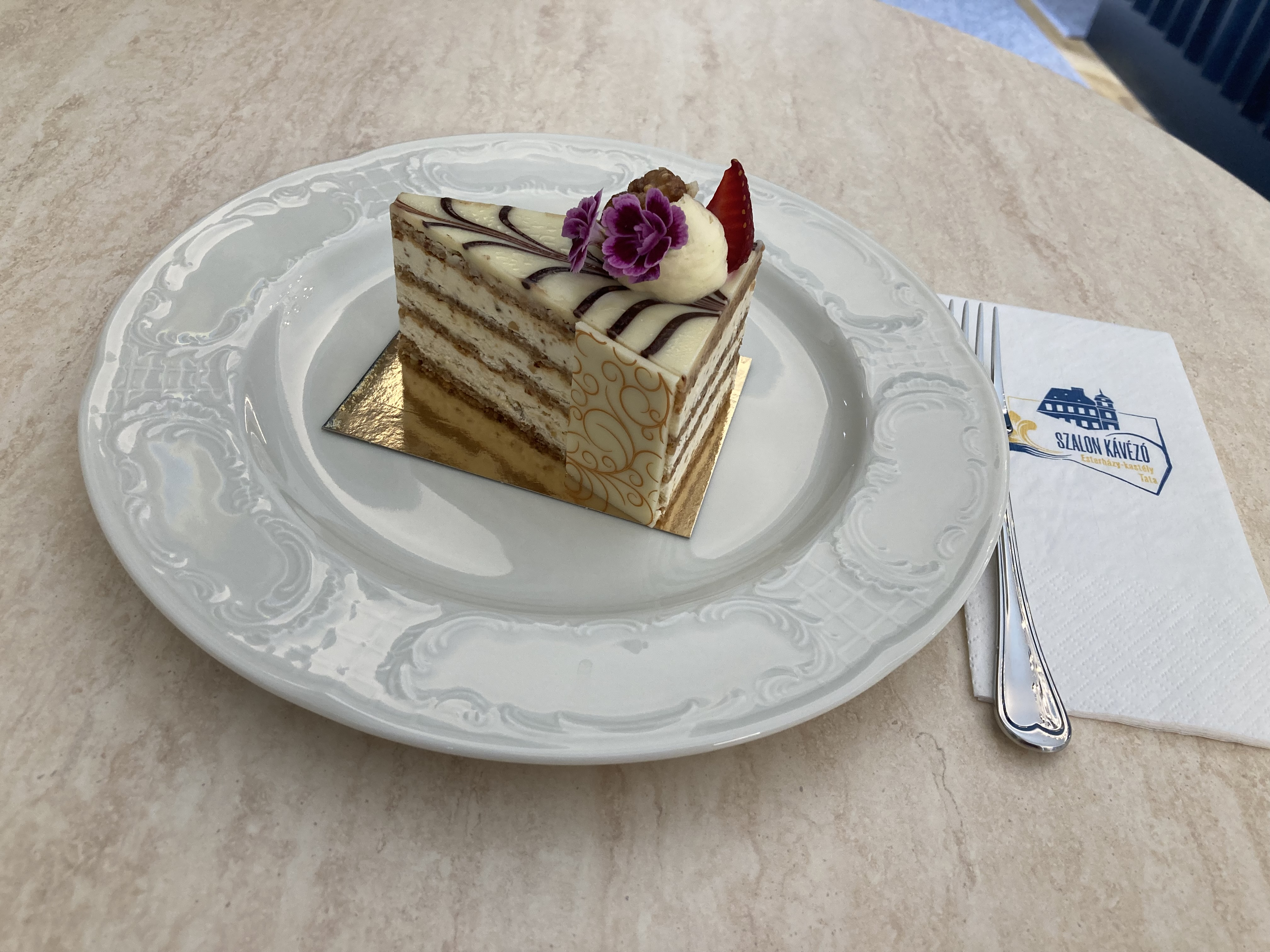
کیک استرهازی
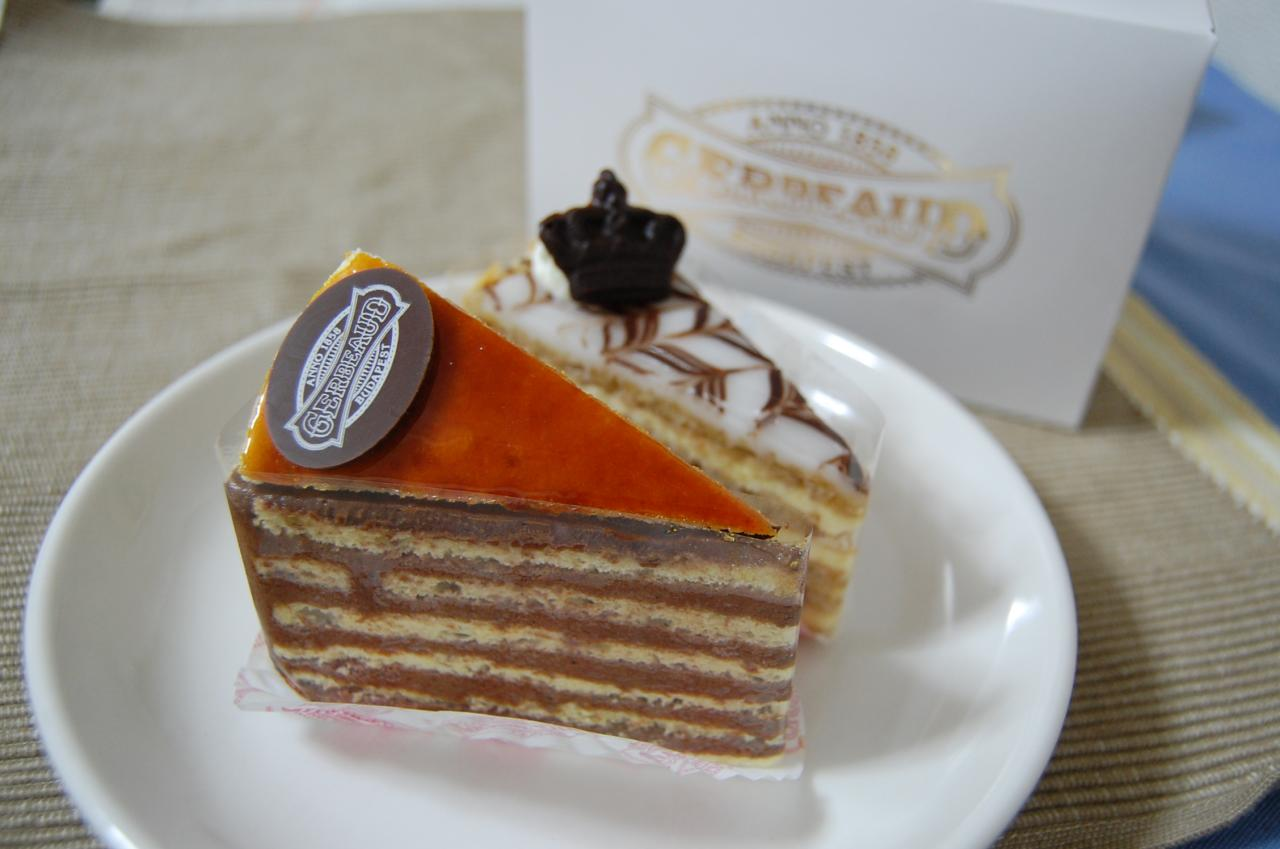
کیک دوبوش (کافه ژِربو، بوداپست)
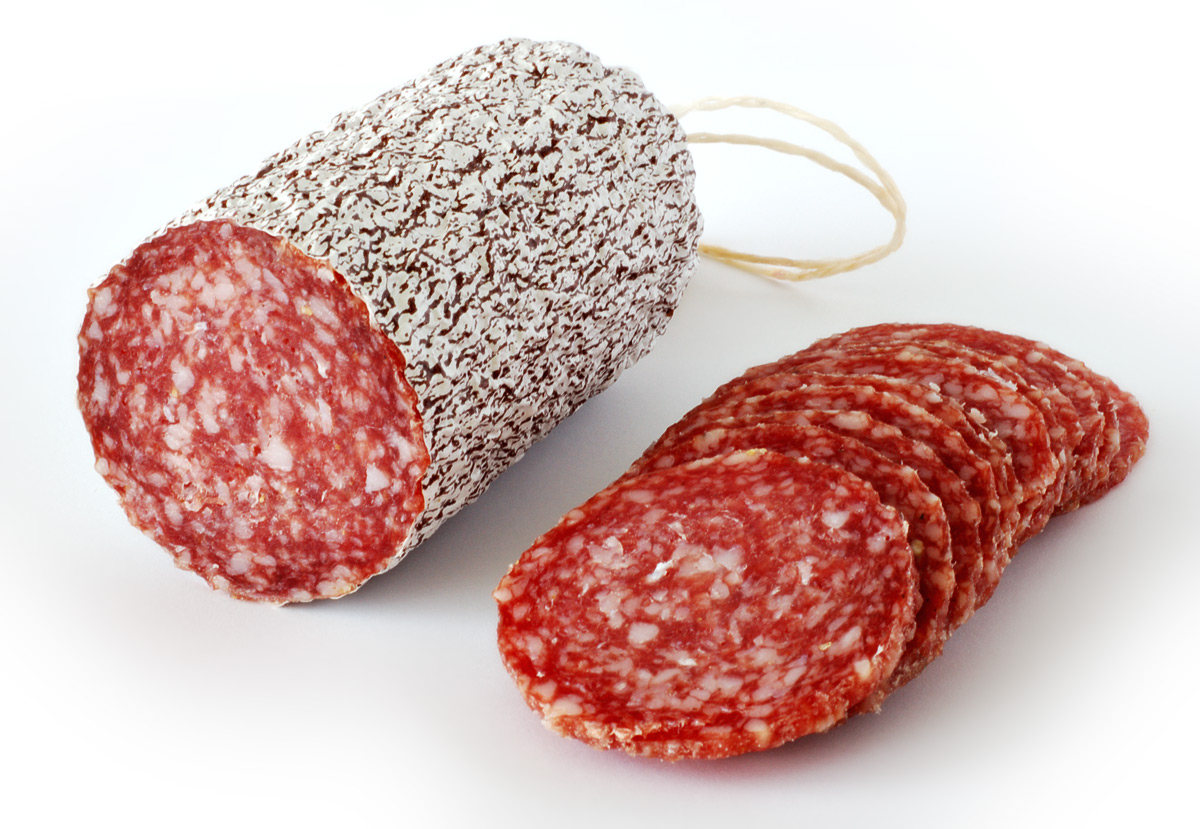
سالامی زمستانه
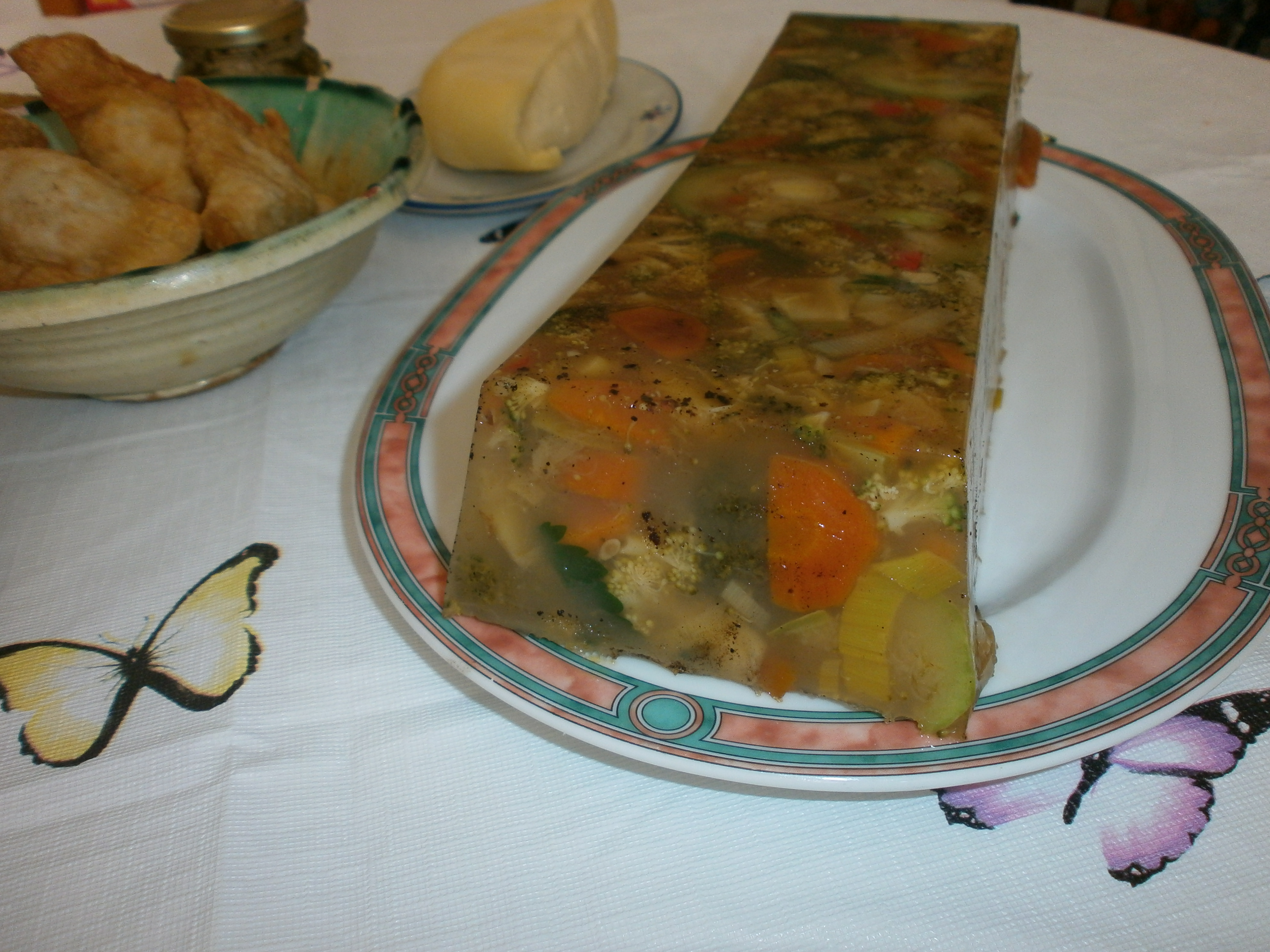
ژلهٔ گوشت
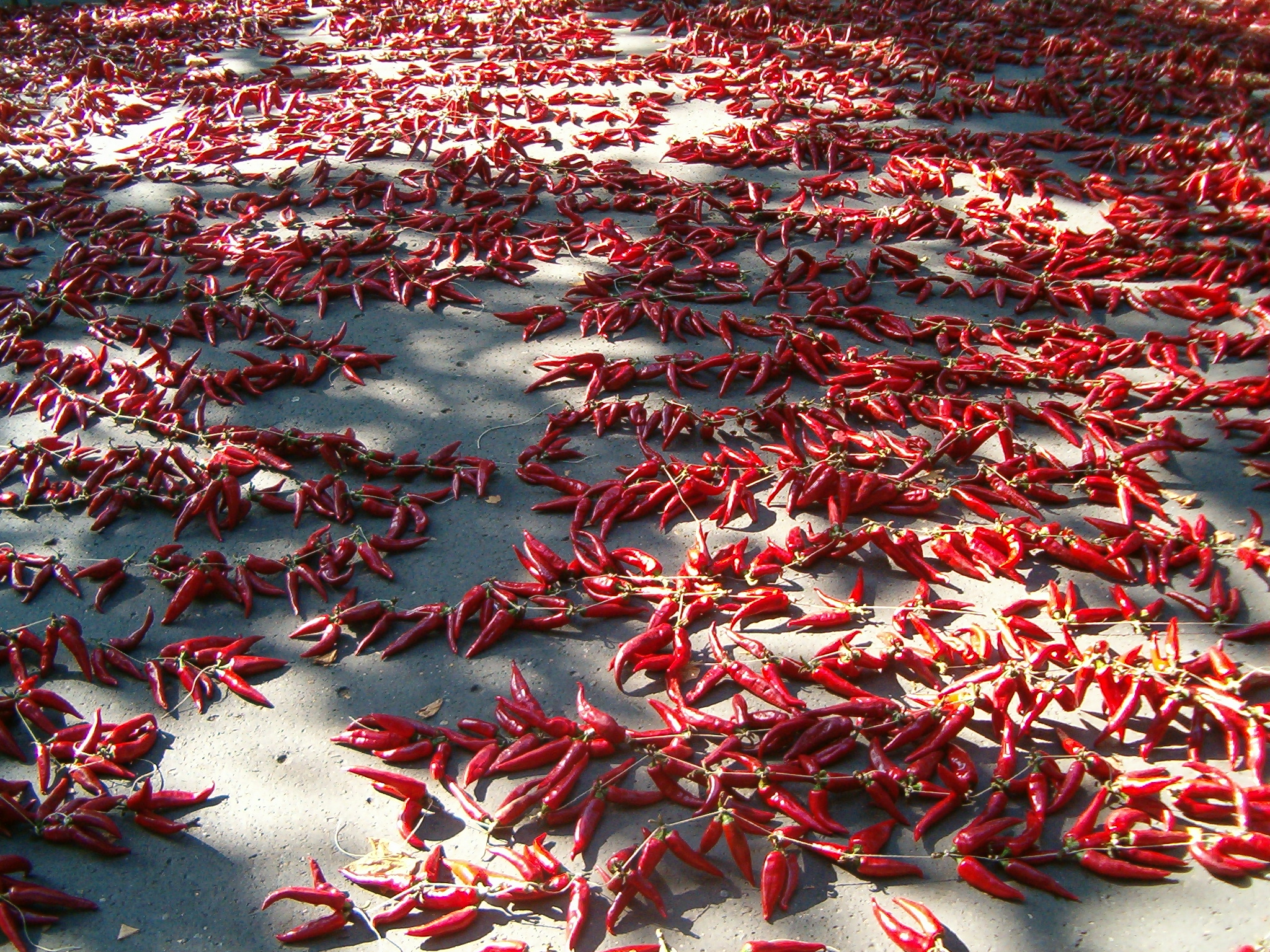
پاپریکای سگدی

## یادداشت
1. ↑  gulyás
2. ↑  pörkölt، پُرکُلت
3. ↑  halászlé، هالاس‌له
4. ↑  bogrács، بُگراچ